# The Walt Disney Company Africa
The Walt Disney Company Africa est la filiale de la Walt Disney Company en Afrique du Sud qui détient et gère les productions Disney pour le marché africain. La société Disney a été créée aux États-Unis en 1923 par Walt Disney. La société dépend de The Walt Disney Company EMEA basée à Londres et qui gère l'Europe, le Moyen-Orient et l'Afrique, sous la supervision de Walt Disney International.

## Historique
Le 11 juillet 1997, Disney ouvre un bureau au Cap pour représenter ses intérêts. La filiale se nomme Disney Enterprises SA (Pty) Ltd mais Disney précise qu'elle était présente depuis plus de 25 ans au travers de licences.
Le 8 août 2006, Disney Channel annonce son lancement en Afrique du Sud sur le réseau de MultiChoice, disponible aussi pour l'Afrique sub-saharienne.
Le 12 août 2008, Adventures by Disney annonce de nouveaux itinéraires en Afrique du Sud, en Alaska et dans les Galápagos pour 2009. Le 13 octobre 2008, la presse africaine précise que l'itinéraire sud-africain passera par Le Cap, George et Knysna avec de passer dans la Kapama Game Reserve près du Parc national Kruger.
Début 2011, Disney annonce que la chaîne Disney Junior doit être déclinée dans 23 pays de l'Europe, du Moyen-Orient et de l'Afrique courant 2011. Le 12 mai 2011, Disney annonce le lancement d'une chaîne Disney XD en Afrique du Sud
Le 30 juin 2011, Walt Disney Studios Distribution crée une filiale en Afrique du Sud pour assurer la distribution de ses films.
Le 9 juillet 2014, Disney Channel achète la série Lanfeust Quest pour la diffuser en Allemagne, en Espagne, en Turquie, en Italie, en Belgique, au Moyen-Orient et en Afrique.
Le 5 mai 2015, Disney Channel recherche des animateurs locaux pour ses émissions en Afrique du Sud. Le 21 mai 2015, Feld Entertainment annonce la venue d'une spectacle Disney on Ice en Afrique du Sud au Cap et au Ticketpro Dome (en) de Johannesbourg dès juin 2015. Le 15 décembre 2015, Disney et le studio sud africain Triggerfish ont sélectionné quatre sujets de longs métrages et quatre séries télévisées à la suite de leur concours local lancé en juillet. Le 15 décembre 2015, Telkom SA et The Walt Disney Company Africa s'associent pour promouvoir le film Star Wars, épisode VII : Le Réveil de la Force et le rend disponible en streaming dès le lendemain.
Le 7 juin 2016, à la suite d'une décision gouvernementale imposant 90 % de productions locales aux chaînes de SABC, Disney signe un contrat de diffusion avec la chaîne E.tv pour les films et séries du groupe. Le 25 octobre 2016, Disney on Ice prévoit une tournée en 2017 en Afrique du Sud avec une étape à Durban.
Le 7 mars 2017, Disney Theatrical annonce une longue tournée internationale de la comédie musicale Le Roi lion débutant en mars 2018 aux Philippines puis à Singapour en juin 2018, en Corée du Sud en octobre 2018, à Taïwan en 2019 et en Afrique du Sud en 2020. Le 3 avril 2017, Disney South Africa s'associe à E.tv pour diffuser gratuitement les productions Disney sur une chaîne hertzienne. Le 19 novembre 2017, Disney annonce la tenue du premier festival Disney dans un pays arabe, le Disney Festival in Tunis du 24 au 26 novembre avec la projection de plusieurs films dont la première de Coco (2017).
Le 27 septembre 2018, à l'occasion des 90 ans de Mickey Mouse, Disney Africa organise une exposition à l'Art Eye Gallery de Johannesbourg et des animations en Afrique du Sud,. Le 10 décembre 2018, l'opérateur MTN Nigeria lance un service mobile avec du contenu Disney à la suite d'un contrat de deux ans avec Walt Disney Company Africa.
Le 5 août 2019, à la suite des plaintes sur les réseaux sociaux concernant un événement “Disneyland in Polokwane” qui a viré au fiasco, Disney Africa rappelle qu'il n'était pas organisé par la société.

## Thématique

### Télévision
- Disney Channel South Africa est disponible sur MultiChoice depuis 2006[7]. D'après l'article de c21media.net[2], la chaîne Disney Channel devrait être diffusée en Afrique du Sud à partir de septembre 2006, sept jours sur sept et 16 heures par jour. De plus la chaîne devrait être disponible sur toute la zone sub-saharienne par la

plateforme de télévision payante MultiChoice.
- Disney Junior depuis le 1er juin 2011 sur la télévision numérique satellite
- Disney XD depuis 2011

### Loisirs
- des voyages Adventures by Disney depuis 2009
- Disney on Ice